# Municipios de Birmania

Mapa municipal de Birmania.

En Birmania, se denomina municipio (birmano: မြို့နယ် [mjo̰nɛ̀]) a cada una de las unidades básicas de gobierno local en las que se organiza el territorio del país. A fecha de diciembre de 2015, había un total de 330 municipios en el país.
Debido a la complejidad de la organización territorial de Birmania, la posición de los municipios en la estructura territorial del país varía según  su ubicación. De forma ordinaria, en las regiones o estados son la subdivisión de tercer nivel del país, después de la región o estado (subdivisión de primer nivel) y el distrito (subdivisión de segundo nivel). El Territorio de la Unión de Naipyidó sigue el mismo esquema, dividiéndose en dos distritos con cuatro municipios cada uno. En las zonas autoadministradas y divisiones autoadministradas, por el contrario, no hay distritos, ya que estas se han definido en base a la agrupación de varios municipios, sin perjuicio de que sus municipios puedan pertenecer a distritos diferentes.
Generalmente, un municipio está formado por la agrupación de varias localidades y recibe el nombre de su capital. En su parte urbana, los municipios se dividen en barrios llamados yatkwet (birmano: ရပ်ကွက် [jaʔ kwɛʔ]). En su parte rural, se organizan en agrupaciones de pueblos (ကျေးရွာအုပ်စု) que comprenden varios pueblos denominados kyei-ywa (ကျေးရွ) o ywa (ရွာ). Pueden existir "submunicipios" en algunos lugares.